# 日本社会事業短期大学
日本社会事業短期大学（にほんしゃかいじぎょうたんきだいがく、英語: Nippon Shakai Jigyo Tanki DaigakuまたはJapan School of Social Work）は、東京都渋谷区原宿266-2に本部を置いていた日本の私立大学である。1950年に設置され、1962年に廃止された。大学の略称は社事短。

## 概要

### 大学全体
- 東京都渋谷区に所在した日本の私立短期大学で、設置主体は学校法人日本社会事業学校。
- 国内で最初に認可された短期大学149校[注 1]の1校として、1950年に1学科80名体制で開学した[2]。以後学科数、入学定員に変更なし。
- 1957年度の入学生を最後に[注釈 1]、1962年に短期大学としての使命を終える[4]。

### 教育および研究
- 当時、全国でも数少ない社会福祉に関する専門教育が行われていた。

## 沿革
- 1946年
  - 10月7日 財団法人中央社会事業協会を運営主体として、日本社会事業学校を設置。
- 1947年
  - 3月31日 財団法人中央社会事業協会が、財団法人日本社会事業協会に組織変更。日本社会事業学校を廃止し、専門学校令に基づいて、同財団法人が運営する日本社会事業専門学校を設立。
- 1949年
  - 10月 文部省[注釈 2]に短期大学[注 3]の設置認可に関する申請を以下の通り行う[注 4]。なお、学科・専攻は以下の通りとなっている[注 5]。
    - 社会事業学科 入学定員80名
- 1950年
  - 3月14日 左記を以て短期大学の設置が文部省[注釈 2]より認可される[10]。上記の通りと変更なし[11]。
  - 4月1日 左記を以て日本社会事業短期大学が上記の学科体制にて開学する[注 6]。
- 1951年
  - 3月 - 学校教育法に基づき、財団法人日本社会事業協会が学校法人日本社会事業学校に組織変更。
  - 3月3日 研究科を置く[14]。
- 1954年
  - 5月1日 学生数[15]/定員
    - 社会事業科 112[注 7]/160
- 1957年
  - 4月1日 この年度をもって学生募集が終了となる[注釈 1]。
- 1958年
  - 5月1日 学生数[16]/定員
    - 社会事業科 34[注 8]/80
- 1962年
  - 3月31日 左記をもって正式に廃止[4]。

## 基礎データ

### 所在地
- 東京都渋谷区原宿266-2

## 教育および研究

### 組織

#### 学科
- 社会事業科 入学定員80名[注 9]

#### 専攻科
- なし。但し、研究科なるものが設置されていた[18]。

#### 別科
- なし

#### 取得資格について
- 中学校教諭二種免許状と高等学校教諭仮免許状の各社会となっていた[19]。1953年11月認可で、1955年度より設けられていた[20]。
- ほか、保母資格を取得するための課程も設けられていた。

#### 附属機関
- 社会福祉事業職員研究所：1951年6月に竣工[20]。

### 研究
- 『社會事業の諸問題:日本社會事業短期大學研究紀要』[1]

## 大学関係者と組織

### 大学関係者組織
- 日本社会事業短期大学の同窓会は「松窓会」と称し、初めての卒業生が出た1952年4月に発足した[20]。

## 施設

### キャンパス
- 1951年3月 図書館（社会事業図書館）が設立する[20]。

### 寮
- 日本社会事業短期大学の寮は「松窓寮」と呼ばれ、1951年4月に竣工された[20]。1953年4月に新寮が設置された[20]。

## 卒業後の進路について

### 就職について
- 社会事業科：概ね大半が、社会事業に従事していたものとなっている[20]。